# Бальдиссеро-д’Альба
Бальдиссеро-д’Альба (итал. Baldissero d'Alba) — коммуна в Италии, располагается в регионе Пьемонт, в провинции Кунео.
Население составляет 1084 человека (2008 г.), плотность населения составляет 72 чел./км². Занимает площадь 15 км². Почтовый индекс — 12040. Телефонный код — 0172.
Покровительницей коммуны почитается святая Екатерина, празднование 25 ноября.

## Демография
Динамика населения:

## Администрация коммуны
- Официальный сайт: